# GSC7415-2499
GSC7415-2499 — хімічно пекулярна зоря спектрального класу ?, що має видиму зоряну величину в смузі V приблизно  9,6.

## Пекулярний хімічний вміст
Зоряна атмосфера GSC7415-2499 має підвищений вміст Si.